# Seznam vrcholů v Štiavnických vrších

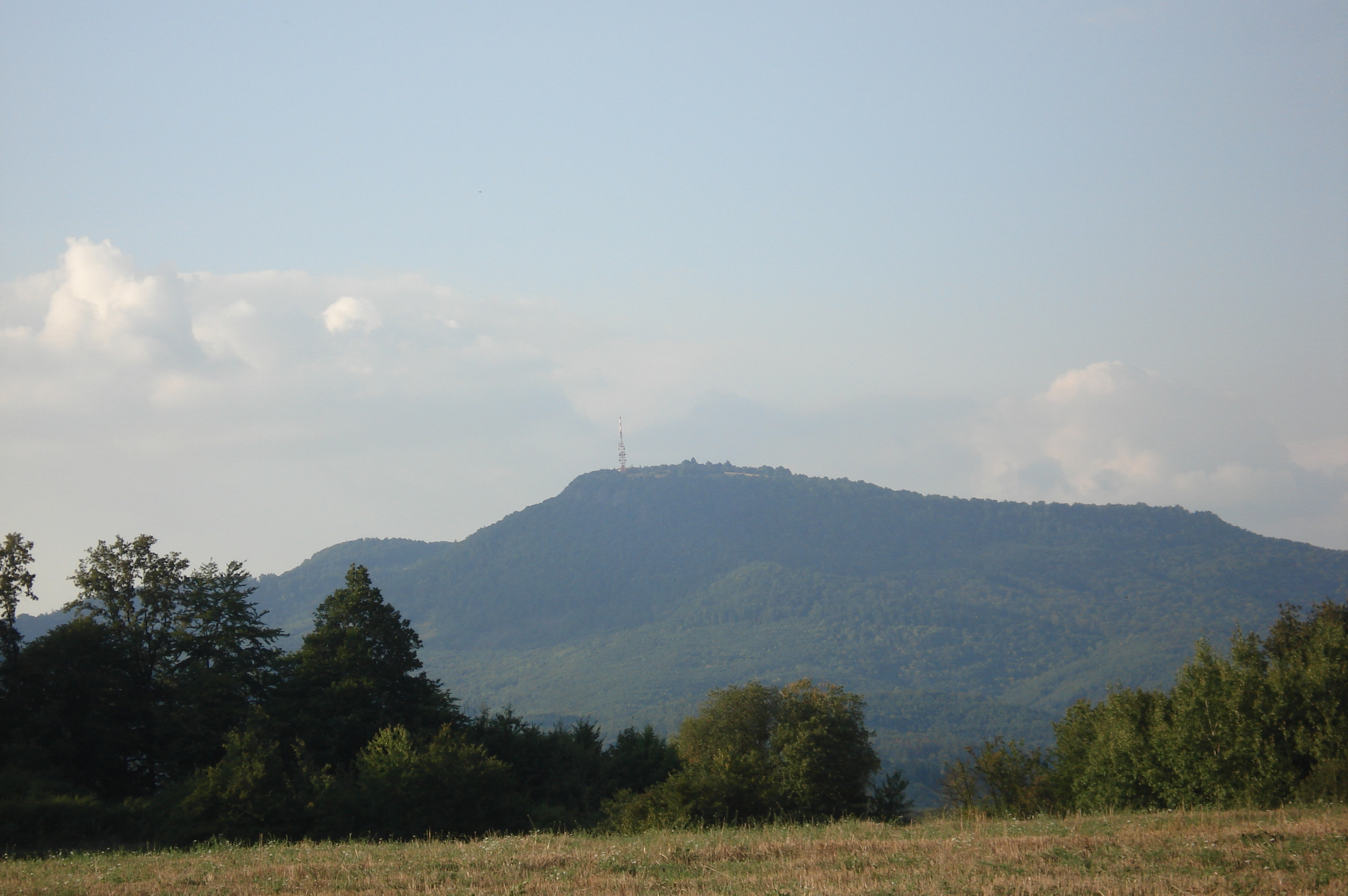
Sitno (1009 m)

Seznam vrcholů v Štiavnických vrších zahrnuje pojmenované vrcholy s nadmořskou výškou nad 800 m. K sestavení seznamu bylo použito map dostupných na stránkách hiking.sk.

## Seznam vrcholů
| #   | Vrchol         | Výška (m) | Souřadnice                       | Přístup                                             |
| --- | -------------- | --------- | -------------------------------- | --------------------------------------------------- |
| 1.  | Sitno          | 1009      | 48°24′11″ s. š., 18°52′38″ v. d. | modrá turistická značka                             |
| 2.  | Paradajs       | 939       | 48°27′46″ s. š., 18°52′28″ v. d. | červená turistická značka                           |
| 3.  | Tanád          | 939       | 48°27′07″ s. š., 18°52′09″ v. d. | červená turistická značka · žlutá turistická značka |
| 4.  | Šobov          | 888       | 48°28′23″ s. š., 18°53′17″ v. d. | neznačeno                                           |
| 5.  | Skalka         | 882       | 48°27′22″ s. š., 18°59′42″ v. d. | neznačeno                                           |
| 6.  | Končiar        | 881       | 48°29′09″ s. š., 18°49′46″ v. d. | neznačeno                                           |
| 7.  | Studený vrch   | 876       | 48°29′13″ s. š., 18°53′28″ v. d. | neznačeno                                           |
| 8.  | Ostrý vrch     | 868       | 48°26′15″ s. š., 18°49′58″ v. d. | neznačeno                                           |
| 9.  | Banský vrch    | 866       | 48°28′50″ s. š., 18°48′22″ v. d. | neznačeno                                           |
| 10. | Kanderka       | 862       | 48°26′37″ s. š., 18°51′06″ v. d. | neznačeno                                           |
| 11. | Veľký Žiar     | 856       | 48°25′23″ s. š., 18°44′35″ v. d. | neznačeno                                           |
| 12. | Zlatý vrch     | 850       | 48°29′39″ s. š., 18°51′26″ v. d. | žlutá turistická značka                             |
| 13. | Strela         | 840       | 48°28′55″ s. š., 18°59′47″ v. d. | modrá turistická značka                             |
| 14. | Štálová        | 836       | 48°31′27″ s. š., 18°56′50″ v. d. | zelená turistická značka                            |
| 15. | Drastavica     | 834       | 48°25′45″ s. š., 18°43′51″ v. d. | neznačeno                                           |
| 16. | Snoža          | 834       | 48°31′00″ s. š., 18°55′59″ v. d. | neznačeno                                           |
| 17. | Tri kamene     | 834       | 48°28′38″ s. š., 19°00′48″ v. d. | neznačeno                                           |
| 18. | Karlík         | 821       | 48°28′23″ s. š., 18°47′55″ v. d. | neznačeno                                           |
| 19. | Bujačia        | 816       | 48°29′57″ s. š., 18°53′22″ v. d. | neznačeno                                           |
| 20. | Anderloch      | 810       | 48°27′27″ s. š., 18°58′32″ v. d. | neznačeno                                           |
| 21. | Šípová         | 806       | 48°25′41″ s. š., 18°50′04″ v. d. | neznačeno                                           |
| 22. | Jasenický vrch | 805       | 48°26′34″ s. š., 18°49′38″ v. d. | neznačeno                                           |
| 23. | Vtáčnik        | 800       | 48°26′52″ s. š., 18°52′59″ v. d. | neznačeno                                           |